# NGC 2786
NGC 2786 (другие обозначения — UGC 4861, MCG 2-24-2, ZWG 62.8, ARAK 197, IRAS09108+1238, PGC 26008) — спиральная галактика в созвездии Рака. Открыта Альбертом Мартом в 1864 году.
Координаты, указанные Мартом, на 19 минут дуги отличаются от тех, где находится эта галактика (UGC 4861). На указанных координатах не наблюдается никаких туманностей, и UGC 4861 является ближайшим объектом к этой точке, так что считают, что NGC 2786 соответствует UGC 4861. В той же области неба есть и галактика IC 530, которая находится в 25 минутах дуги от координат, указанных Мартом, однако она не только дальше от тех координат, но и тусклее и хуже соответствует описанию Марта. Тем не менее, не исключено, что первооткрыватель наблюдал именно IC 530.
Этот объект входит в число перечисленных в оригинальной редакции «Нового общего каталога».